# Chiesa di Santa Maria Assunta (Massarosa)
La chiesa di Santa Maria Assunta è un edificio sacro che si trova in località Stiava a Massarosa.
La chiesa conserva un interessante ciborio parietale quattrocentesco con le paraste scanalate sormontate da un doppio ordine di edicolette cuspidate che racchiudono un timpano triangolare con decorazioni fitomorfe sulla cornice; il ciborio ha una impostazione accentuatamente verticalistica che induce a ipotizzare una datazione piuttosto precoce.